# Прокуратура Молдови
Генера́льна прокурату́ра Респу́бліки Молдо́ва (рум. Procuratura Generală a Republicii Moldova) — автономна установа в рамках судової системи Республіки Молдова. Здійснює та сприяє дотриманню правопорядку, правосуддя, захисту прав та законних інтересів особи та суспільства у кримінальному та інших передбачених законом провадженнях.

## Історія
16 травня 1812 року між Російською та Османською імперіями підписано Бухарестський мирний договір, внаслідок чого східна частина Молдавського князівства (Бессарабія), розташована між річками Прут і Дністер, була звільнена від османського панування і увійшла до складу Росії як Бессарабська область.
Уряд Російської імперії, перейнявшись облаштуванням приєднаної області за зразком внутрішніх губерній, наскільки дозволяли місцеві умови, видав 23 липня 1812 року Положення «Про заснування тимчасової адміністрації», що започаткувало, зокрема, діяльність у Бессарабії прокуратури. 29 квітня 1818 року видано Статут утворення Бессарабської області, і тоді ж засновано урадовіі місця за всіма частинами управління. Заснуання прокуратури стало новим елементом для правової системи, що існувала на той час у Молдові. Прокуратуру було створено за російською моделлю, з деякими змінами в порядку призначення прокурорів. Також змінено й назву посади прокурора — у Молдові його почали називати прокуратор. У травні 1818 року при губернському уряді призначено прокурора, в округах з'явилися повітові прокурори та засновано повітові прокуратури, а прокурорів затверджено державними службовцями.
Прокурору Бессарабської області підпорядковувалися окружні прокурори, які керувалися в роботі правилами, встановленими в Росії для губернських і повітових прокурорів (званих стряпчими), відповідно до посадових інструкцій. Прокурори стежили за тим, щоб державні установи працювали в межах своєї компетенції, мали право контролювати діяльність будь-якої установи та у випадках виявлення порушень мали право вимагати їх усунення. Якщо відомство не усувало недоліків, прокурор був зобов'язаний доповісти про ситуацію губернатору. Прокурори також стежили за роботою судів: при виявленні порушень у справах мали право призупиняти виконання рішень, прийнятих судами. Прокурор не брав участі в цивільних судових процесах, за винятком процесів, у яких відповідачем виступала держава або будь-яка державна установа: тоді прокурор виступав як захисник держави; сприяв розкриттю злочинів у кримінальних справах і не брав участі в обговоренні та прийнятті рішень.
Обласна прокуратура існувала в Бессарабії до 1859 року, коли було створено окружний суд Кишинева та з'явилися прокурори при районних судах та Апеляційній палаті.
26 березня 1862 року в Бессарабії створено Державне міністерство, очолюване міністром юстиції, яке об'єднало прокуратуру та суди всіх юрисдикцій, за винятком духовних, військових та морських судів. Міністру юстиції доручалися справи щодо призначення, пересування та звільнення всіх осіб судового відомства. Цей тип юрисдикційної системи в рамках римсько-німецького права традиційно має в своїй основі французьку модель юстиції, закладену у Франції за часів правління короля Філіпа IV Вродлиивого: мирові судді («сидяча магістратура») були уповноважені здійснювати публічне правосуддя, а магістрат судового засідання представляв державу або суспільство («постійна, або та, що стоїть на паркеті, магістратура», звідси й назва «прокуратура» — прокурор короля, або захисник держави, який стоїть у залі судових засідань, на відміну від судді, який сидить за спеціальною естрадою). Таким чином, Державне міністерство, як орган судово-правової системи, що є «окремим органом юстиції» та «продуктом» французької судової системи, не зустрічається ні в римському праві, ні в інших стародавніх і середньовічних судових системах.
Після Жовтневого перевороту та розпаду Російської імперії на території правобережної частини Бессарабської губернії утворилася Молдовська демократична республіка, яка проіснувала менше року й увійшла до складу Румунського королівства (лівобережна частина Бессарабії увійшла до СРСР як Молдавська Автономна Радянська Соціалістична Республіка в складі Української РСР). За указом короля Румунії Фердинанда I від 6 жовтня 1918 р. № 2770 «Про організацію правосуддя в Бессарабії» нагляд за прокуратурою здійснював прокурор під керівництвом міністра юстиції, який був генеральним прокурором. Прокурор та його помічники діяли при судових інстанціях, призначалися на посаду указом короля за поданням міністра юстиції. Прокурори округів (жудеців) наділялися повноваженнями щодо контролю рішень Державного міністерства та виконання спеціальних завдань та доручень генерального прокурора. Генеральний прокурор при Верховному касаційному суді, згідно з принципами незалежного правосуддя, здійснював нагляд за слідством та прокурорами округів, розглядав висновки в судових справах та оскаржував рішення суду, що суперечать закону.
Влітку 1940 року територію Бессарабії, Північної Буковини та краю Герца внаслідок Бессарабського (Прутського) походу РСЧА приєднано до СРСР і вона увійшла до його складу як Молдавська Радянська Соціалістична Республіка зі столицею в Кишиневі, були засновані Чернівецька та Акерманська області Української РСР (також до складу Молдавської РСР зі складу Української РСР передано Молдавську АРСР, а до складу Одеської області Української РСР включено п'ять районів, які раніше входили до складу Молдавської АРСР). Після встановлення радянської влади 2 серпня 1940 року при прокуратурі Молдавської РСР створено 6 окружних прокуратур (Бєльці, Бендери, Кагул, Кишинів, Оргіїв і Сороки), прокуратури міст Кишинева, Бєльців, Бендер і Тирасполя та прокуратури 60 районів.
Порядок створення та повноваження прокуратури встановлювалися відповідно до Положення «Про Прокуратуру СРСР» від 17 грудня 1933 року. Прокуратура почала здійснювати свої повноваження в таких напрямах: загальний нагляд; нагляд за дотриманням законів з боку судів, слідство та підтримка державного звинувачення у суді; нагляд за дотриманням законів органами кримінального переслідування та попереднього слідства; нагляд за законністю діяльності органів безпеки, міліції та призовних органів.
22 червня 1941 року почалася Німецько-радянська війна. У період 1941–1944 діяльність органів прокуратури Молдавської РСР була зорієнтована на боротьбу з фашизмом. За указом Президії Верховної Ради СРСР від 22 червня 1941 року співробітників прокуратури зараховано до армії або вони продовжували стежити за громадським порядком, трудовою дисципліною, правами та інтересами військових та їхніх сімей тощо.
У післявоєнний період, згідно з указом Генерального прокурора СРСР № 128 від 17 червня 1946 року «Про посилення загального нагляду за належним дотриманням законів», діяльність прокуратури була спрямована на зміцнення законності в різних сферах. 16 жовтня 1947 року прокуратури округів Бєльців, Бендер, Кагула, Кишинева, Оргіїва та Сорок ліквідовано, а міські та районні прокуратури безпосередньо підпорядковано прокуратурі Молдавської РСР. Одночасно із загальним наглядом удосконалювалися й інші сфери роботи прокуратури: 28 липня 1949 року створено систему контролю слідчих за діяльністю підрозділів міліції.
24 травня 1955 року указом Президії Верховної Ради СРСР затверджено Положення «Про затвердження прокурорського нагляду в СРСР», яке, зокрема, пред'являло вимоги до прокурорів, слідчих прокуратури та державних обвинувачів: ці посади могли обіймати лише особи з вищою юридичною освітою, проте, в порядку винятку, за згодою Генерального прокурора СРСР на посади могли призначатися особи з неповною вищою юридичною освітою, а для прокурорів територіальних підрозділів Генеральної прокуратури СРСР встановлено віковий ценз 25 років.
З ухваленням нової Конституції СРСР (1977) та Конституції Молдавської РСР (1978) позиції прокуратури значно зміцнилися: на відміну від попередніх конституцій, у новій конституції прописано окрему главу про прокуратуру, в якій містилися принципи організації, функціонування та незалежності прокуратури від інших органів влади. Ідеї, закладені в конституції, знайшли своє втілення та розвиток у Законі про прокуратуру СРСР, прийнятому 30 листопада 1979 року, в якому збережено та розширено сфери та межі прокурорського нагляду, а повноваження Генеральної прокуратури СРСР та прокуратур союзних республік розмежовано.
Після проголошення незалежності та суверенітету 1991 року Республіка Молдова оголосила про створення та побудову правової держави та просування загальновизнаних цінностей.
Нині, згідно зі статтею 124 Конституції Республіки Молдова, прокуратура представляє інтереси суспільства та захищає правопорядок, а також права та свободи громадян, проводить та здійснює слідство та державне звинувачення в судах.

## Структура
- Генеральний прокурор
- Заступники Генерального прокурора
- Антикорупційна прокуратура
- Військова прокуратура
- Управління міжнародного співробітництва та європейської інтеграції
  - Відділ міжнародної правової допомоги
  - Відділ протоколу, міжнародного співробітництва та європейської інтеграції
- Управління кримінального переслідування та криміналістики
  - Відділ уніфікації практики у сфері кримінального переслідування
  - Відділ боротьби з торгівлею людьми
  - Відділ інформаційних технологій та боротьби з кібернетичними злочинами
  - Відділ боротьби з тортурами
- Судове управління
  - Відділ уніфікації практики у сфері подання обвинувачення в судових інстанціях
  - Відділ із подання звинувачення у Вищій судовій палаті
  - Відділ із подання в некримінальному провадженні та впровадження ЄКПЛ
- Управління політик, реформ та захисту інтересів суспільства
  - Відділ політик, реформ та менеджменту проєктів
  - Відділ із розслідування злочинів проти довкілля та громадських інтересів
  - Відділ ювенальної юстиції
- Відділ контролю за спеціальною розшуковою діяльністю та забезпечення секретного режиму
- Прокурори з особливих доручень
- Відділ захисту персональних даних
- Відділ внутрішнього аудиту
- Інспекція прокурорів
- Апарат Генерального прокурора
  - Відділ зв'язків із громадськістю
  - Відділ людських ресурсів
  - Відділ секретаріату, петицій та прийому
- Фінансово-адміністративне управління
  - Відділ фінансів та бухгалтерського обліку
  - Відділ державних закупівель та логістики

## Генеральний прокурор
- Семен Колесник (1945-1949)
- Григорій Осипов (1949-1953)
- Яким Казанір (1953-1970)
- Іван Чебан (1970-1987)
- Микола Демиденко (1987-1990)
- Дмитро Постован (1990-1998)
- Валерій Катане (1998-1999)
- Мірча Юга (1999-2001)
- Василь Русу (2001-2003)
- Валерій Балабан (15 грудня 2003 - 8 лютого 2007)
- Валерій Гурбуля (8 лютого 2007 - 2 жовтня 2009)
- Валерій Зубко (7 жовтня 2009 - 21 січня 2013)
- Корнелій Гурін (18 квітня 2013 - 1 березня 2016)
- Едуард Харунжен (8 грудня 2016 - 11 липня 2019)
- Дмитро Робу (в. о. 31 липня - 29 листопада 2019)[3]
- Олександр Стояногло (29 листопада 2019 - 5 жовтня 2021)
- Дмитро Робу (в. о. 6 жовтня 2021 - 12 жовтня 2023)
- Іон Мунтяну (в. о. з 12 жовтня 2022 року)

## Керівництво прокуратури
- Іон Мунтяну - в. о. генерального прокурора
- Руслан Попов - заступник генерального прокурора
- Мірча Рошіору - заступник генерального прокурора
- Юрій Перевозник – заступник генерального прокурора

## Генеральна асамблея прокурорів
Генера́льна асамбле́я прокуро́рів (рум. Adunarea Generală a procurorilor) - дорадчий орган при Прокуратурі Молдови. Складається з прокурорів міст та районів Молдови на ротаційній основі, обираних Вищою радою прокурорів.

## Вища рада прокурорів
Ви́ща ра́да прокуро́рів (рум. Consiliul Superior al Procurorilor) - представницький орган самоврядування при Прокуратурі Молдови, до складу якого входять 15 членів: 6 постійних та 9 обираних.
постійні члени

- Генеральний прокурор
- Генеральний прокурор Гагаузії
- Президент Вищої ради магістратури
- Міністр юстиції Молдови
- Уповноважений із прав людини
- Президент Колегії адвокатів Молдови

обирані члени

5 членів обирають таємним, прямим та вільним голосуванням:
- 1 від Прокуратури Молдови
- 4 від територіальних та спеціалізованих прокуратур

4 члени обирають на конкурсній основі за поданням:
- Президента
- Парламенту
- Академії наук
- Уряду